# Окалев (Люблінське воєводство)
Окалев (пол. Okalew) — село в Польщі, у гміні Мілянув Парчівського повіту Люблінського воєводства.
Населення — 138 осіб (2011).
У 1975-1998 роках село належало до Білопідляського воєводства.

## Демографія
Демографічна структура станом на 31 березня 2011 року:
|          | Загалом | Допрацездатний вік | Працездатний вік | Постпрацездатний вік |
| -------- | ------- | ------------------ | ---------------- | -------------------- |
| Чоловіки | 62      | 15                 | 42               | 5                    |
| Жінки    | 76      | 26                 | 38               | 12                   |
| Разом    | 138     | 41                 | 80               | 17                   |